# Lipan podhorní

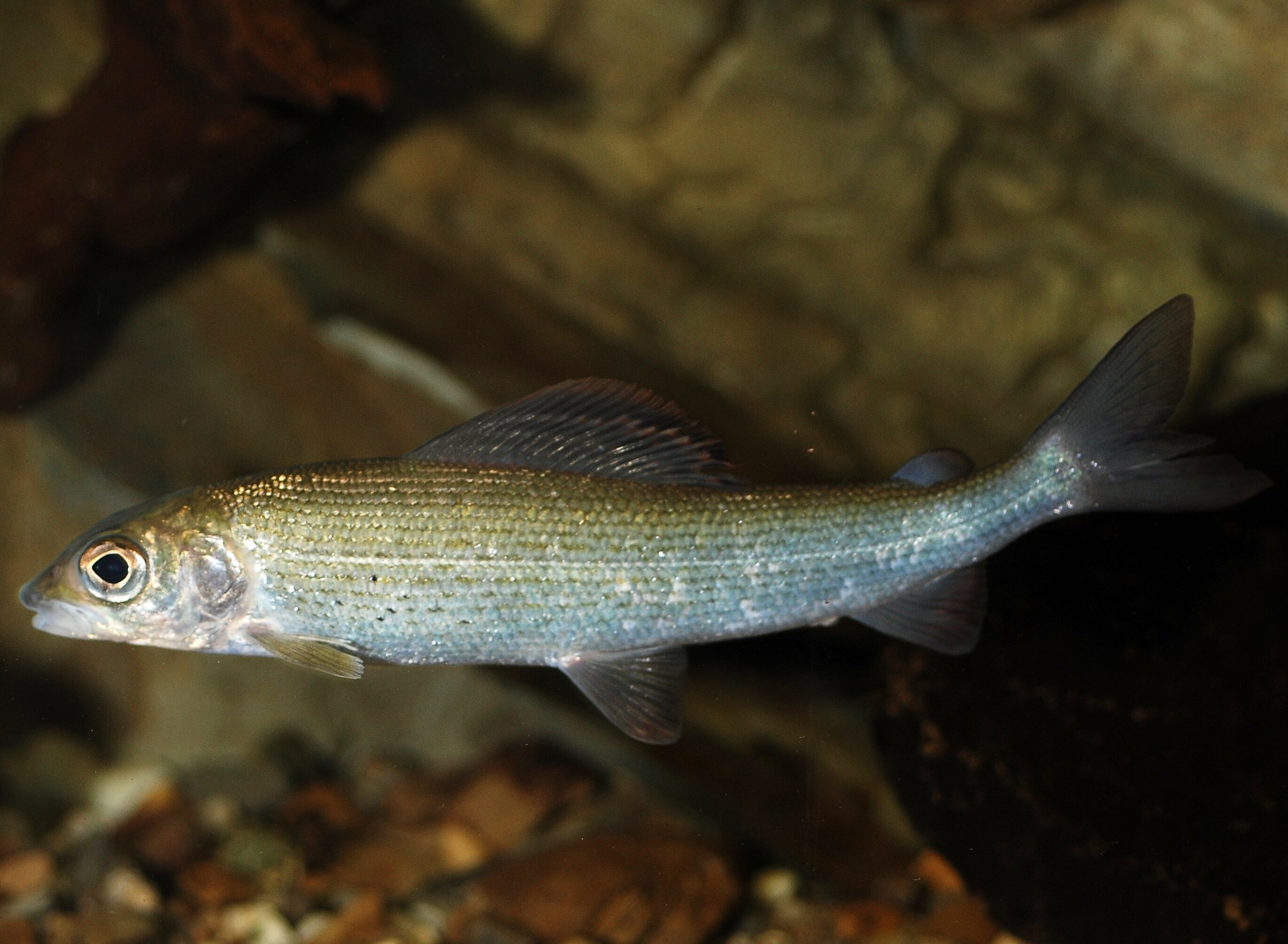
Lipan podhorní

Lipan podhorní (Thymallus thymallus) je ryba obývající tzv. lipanové pásmo, jedná se o poměrně rychle tekoucí potoky a říčky s mnoha tůňkami a tůněmi. Lipan podhorní je známý svou hřbetní ploutví a podobně jako losos a pstruh také tím, že umí vyskočit do výšky pro hmyz, avšak obvykle hmyz sbírá jen z hladiny. Většinou platí pravidlo čím menší kolečko na hladině, tím větší lipan.

## Popis
Tělo lipana je protáhlé, z boků lehce zploštělé, podobá se síhům. Typickým znakem je velká barevná praporovitá hřbetní ploutev, která je vzhledem k břišním ploutvím posunuta k hlavě. Mezi hřbetní a ocasní ploutví se nachází tuková ploutvička. Hlava je vzhledem k tělu poměrně malá, zakončená lehce zašpičatělými malými ústy spodního postavení. Zbarvení je stříbřité, hřbet poněkud tmavší. Šupiny jsou malé, v úplné postranní čáře je 74–96 šupin.
Lipan dosahuje délky mezi 40 až 50 cm, výjimečně i více než 60 cm. Průměrná hmotnost ryb se pohybuje okolo 0,3–0,4 kg. Největší zaznamenaný úlovek měl 72 cm a hmotnost 6,5 kg. Lipan se dožívá 6 až 7 let.

## Rozšíření

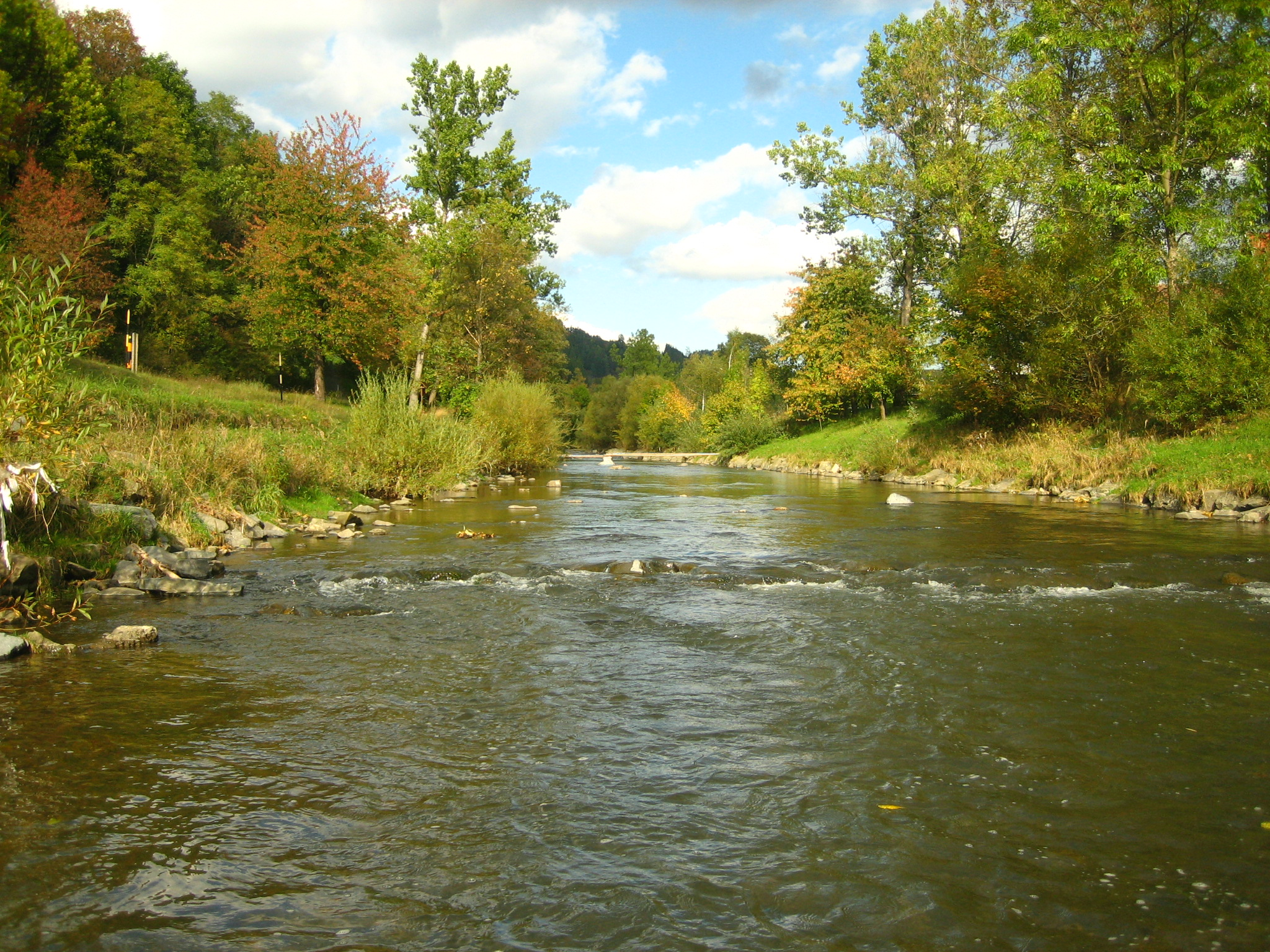
Mírné proudy řeky s výskytem lipana podhorního

Lipan obývá proudící chladné podhorské toky bohaté na kyslík lipanového a pstruhového pásma. Vzácněji se objevuje také v chladných jezerech severní Evropy. Vyskytuje se v horských oblastech Evropy od Skandinávie až po Alp, včetně Britských ostrovů a části Ruska. V České republice se vyskytuje spíše v charakteru izolovaných okrsků. Částečně se lipan přizpůsobil i prostředí některých menších údolních nádrží. Současný výskyt je hodně ovlivněn umělým vysazováním. Rozšíření závisí na kvalitě vody, intenzitě vysazování, rybářském tlaku a přítomnosti predátorů, především zimujících kormoránů.

## Potrava
V dospělosti tvoří potravu lipanů převážně larvy hmyzu, například larvy chrostíků, jepic, pošvatek a v neposlední řadě i larvy vážek. Lipani se též živí měkkýši jako je kamomil říční. Kromě nich konzumuje i další bezobratlé (beruška vodní, blešivci a suchozemský hmyz.)Velmi vzácně uloví nějakou žížalu nebo drobnou rybku, ale převážně se jedná o potěr, který je pro lipana snadnou kořistí. Většinou však lipani hmyz sbírají jen v ranních a večerních hodinách. Výjimkou je podzim, kdy lipani potřebují nabrat živiny na celou zimu, a proto jsou aktivní po celý den. Plůdek se živí zooplanktonem.

## Rozmnožování
Lipani pohlavně dospívají mezi druhým a třetím rokem života. Tření probíhá od května do června. Samice klade asi 3 mm velké jikry do jamek vytlučených do štěrkového dna. Počet jiker se pohybuje mezi 3000 a 6000 na jednu samici. K líhnutí potěru dochází přibližně dva týdny po výtěru v závislosti na teplotě vody. V našich vodách je krátkověkou rybou, dožívá se v průměru 3-5 let.

## Význam
Spolu pstruhem obecným, duhovým a sivenem americkým je rybářsky nejvýznamnější rybu lipanového a pstruhového pásma. Mezi labužníky je oblíben pro kvalitu svého masa. Jeho maso má tuhou konzistenci, bílou až narůžovělou barvu, slabý specifický pach po tymiánu. Nemá žádné svalové kůstky. Po roce 2000 se výskyt lipana podhorního kriticky snižuje, proto je etické ulovené ryby vrátit vodě.

## Lov
Doba lovu.

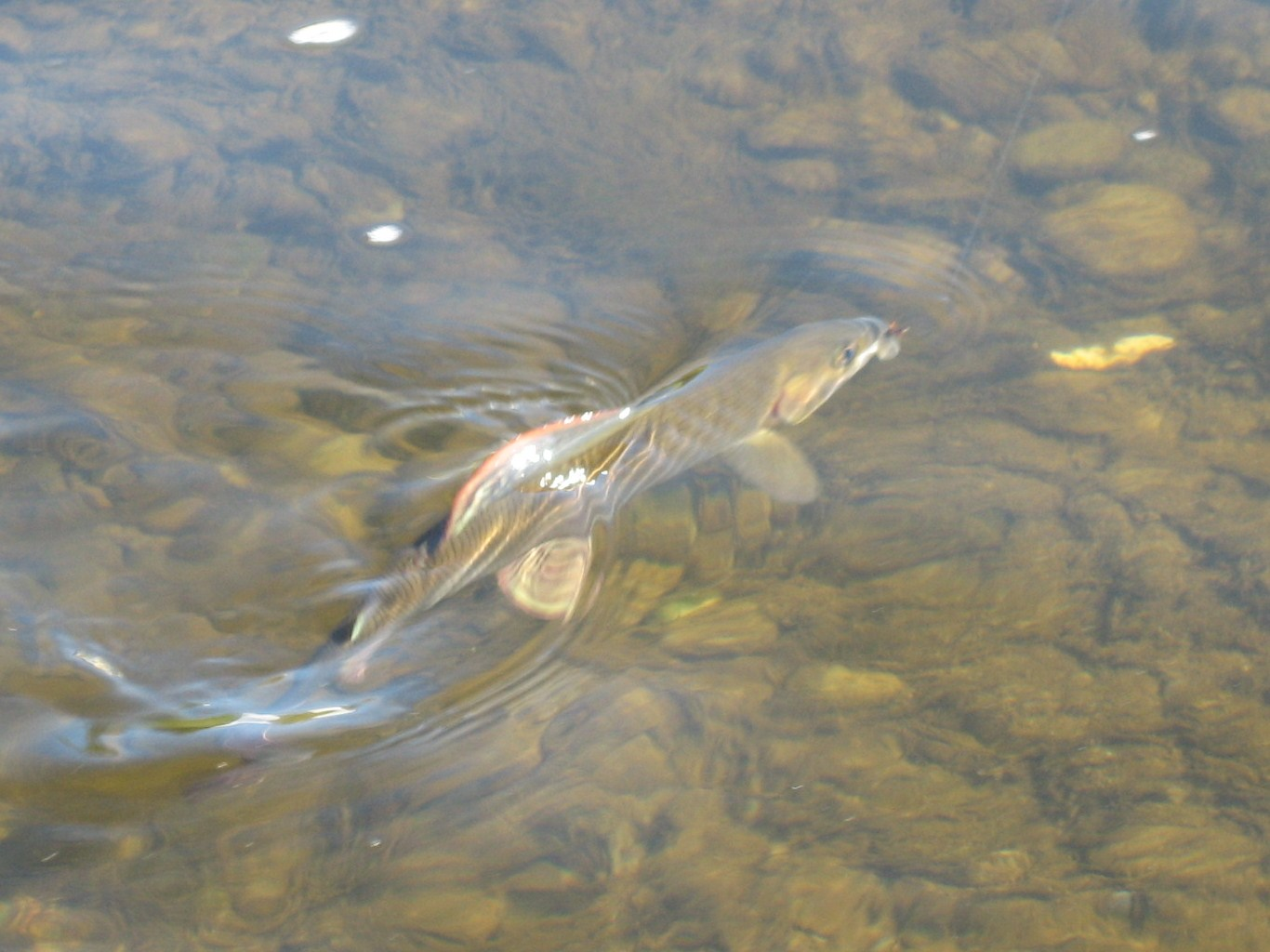
Lipan podhorní ulovený na umělou mušku

Podle rybářského řádu začíná sezona lovu lipana 16. června a končí 30. listopadu. Denní doba lovu je různá a je rovněž stanovena rybářským řádem. Hlavní okolnosti ovlivňující chování lipana a tedy jeho „braní“ jsou klimatické podmínky, roční období, denní doba, stádia měsíce, meteorologická situace a člověk – svou činností a rybářským tlakem. To vše ovlivňuje druh a množství organizmů ve vodě a okolí, vytvářejících potravní nabídku pro lipana, podle které se lipan také většinou chová. Během letních měsíců je nejlépe lovit navečer, přes den pak za mírného deště, když ještě není voda kalná. Pravá lipanová sezóna je od září, kdy je většinou možno úspěšně lovit po celý den. V každou denní a roční dobu je příznivé ustálené, bezvětrné počasí. Sebrání na hladině plovoucí suché mušky lipanem nesporně patří k nejkrásnějším zážitkům z rybolovu.
Lovební náčiní.
Na mimopstruhových revírech se používá lehký dlouhý prut, vlasec o tloušťce 0,10 až 0,20 , háčky jemné (krystal), velikosti 14 až 18, jemně vyvážený splávek, jemná zátěž podle sílu proudu.
Na pstruhových revírech se používá jemný muškařský prut v hmotnostních kategoriích muškařských šňůr od #2 do #4 podle způsobu lovu jako nymfování, lov mokrou nebo suchou muškou apod. Sestavení udice mohou upravovat „Bližší podmínky výkonu rybářského práva“ .
Lovební způsoby.
Na mimopstruhových se loví na plavanou,na položenou - feeder nebo muškařením.
Na plavanou hloubka má být seřízena tak, aby nástraha plavala těsně nade dnem, nebo se po dně ploužila. Na položenou bez splávku, prut se drží v ruce, vlasec mezi prsty, zásek následuje podle citu.
Na pstruhových revírech je povolen výhradně jen lov na umělou mušku, nebo přívlači.
Nástrahy.
Na mimopstruhových revírech jsou nástrahou vařené kroupy, těstoviny, rýže, sýr, larvy vodního hmyzu a živý hmyz, hnojní žížala, mouční a kostní červi a podobné nástrahy jako pro lov podouství,ostroretek, cejnů a plotic.
Na pstruhových revírech jsou podle způsobu lovu nástrahou umělé mušky nymfa, mokrá muška a suchá muška. Počet umělých mušek může být podle způsobu lovu až tři, vázané na jednoháčcích o velikosti 16 až 20, „Bližší podmínky výkonu rybářského práva“ většinou stanovují použití háčků bez protihrotu nebo se zamáčknutým protihrotem.

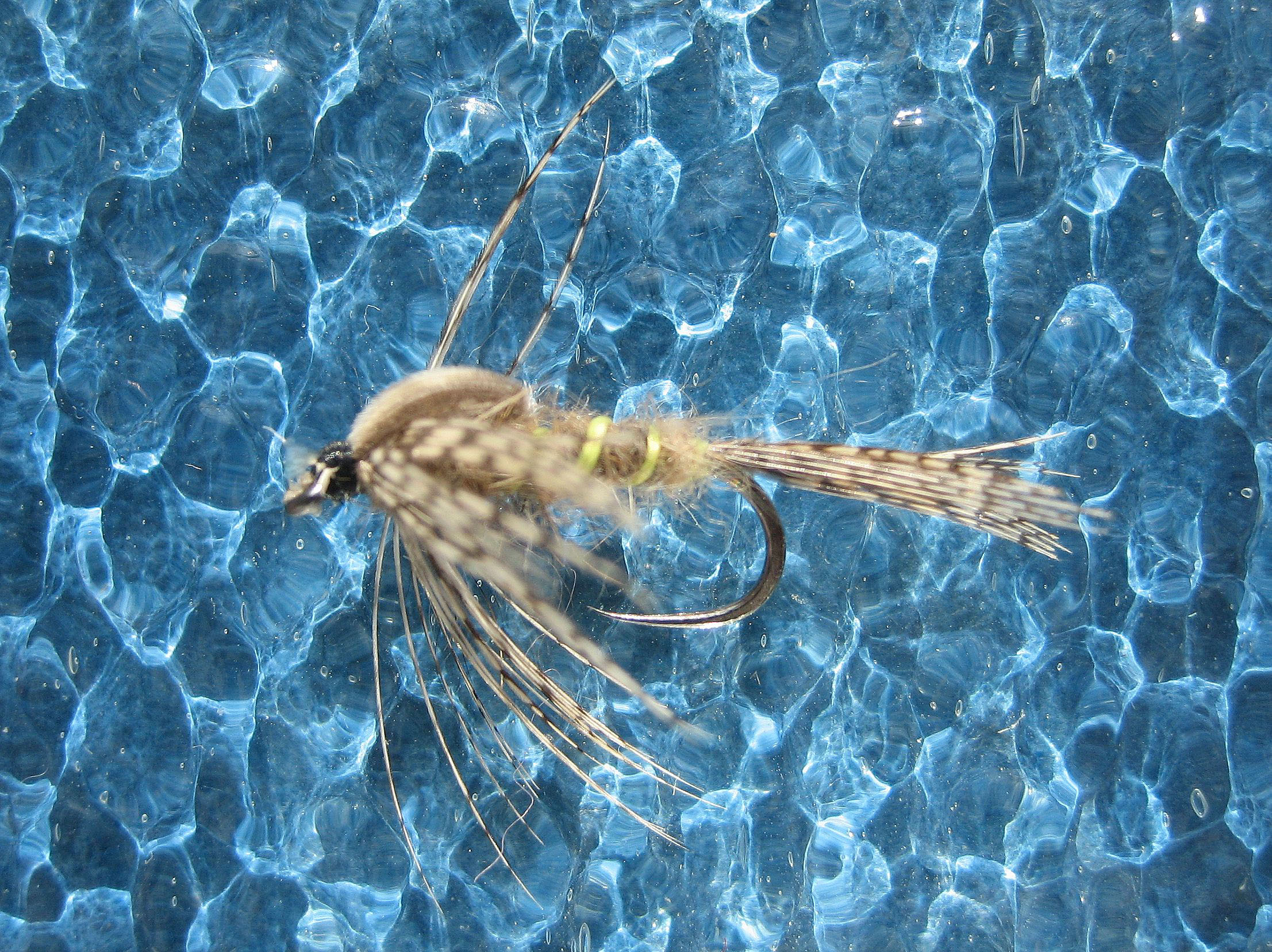
Jepice obecná - nymfa
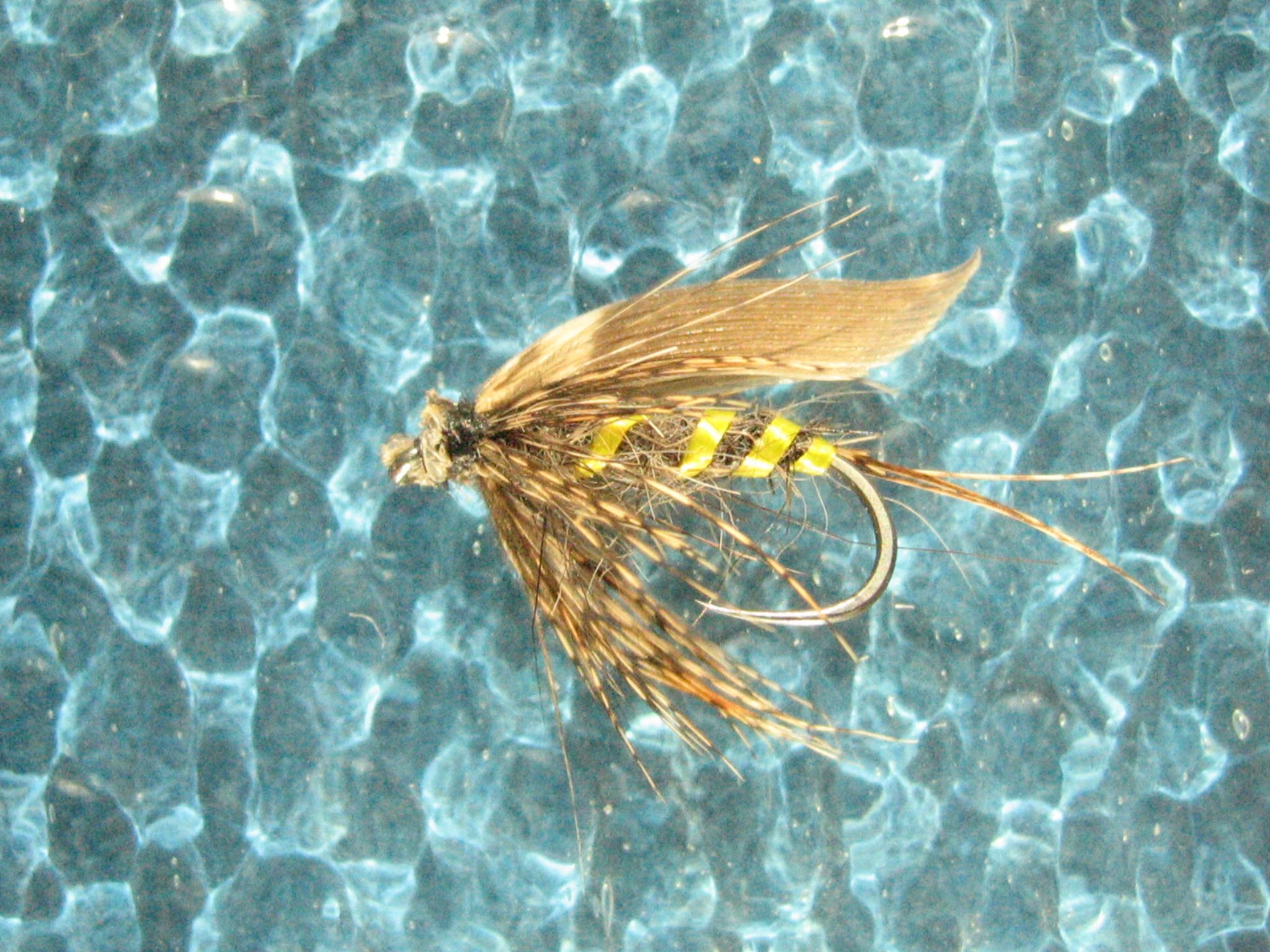
Jepka - mokrá muška
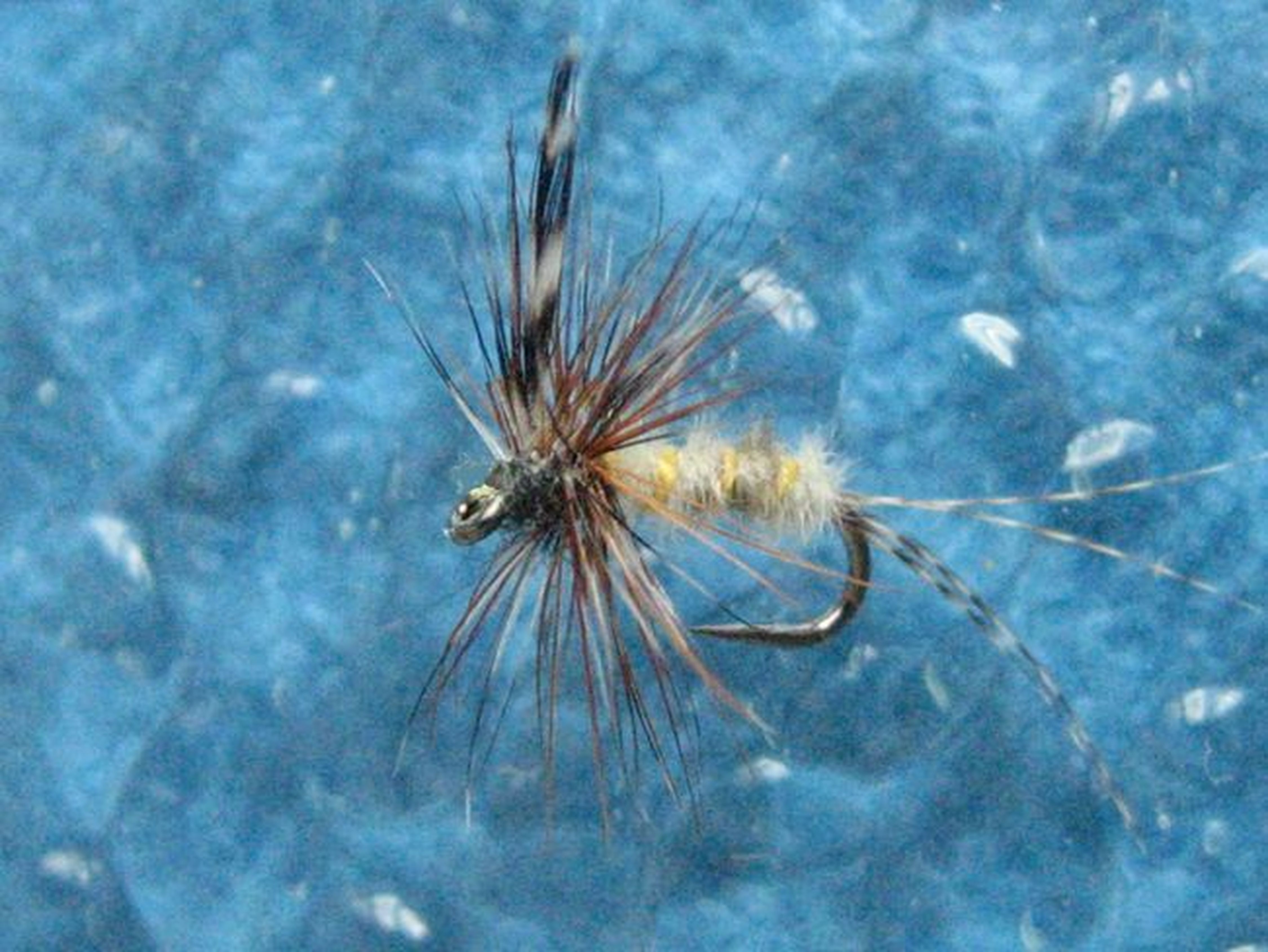
Vrbovka - suchá muška

## Lovné míry
Stanovená lovná míra: 30 cm, na některých revírech i 40 cm.